# Kertanegara (Haurgeulis)
Kertanegara is een bestuurslaag in het regentschap Indramayu van de provincie West-Java, Indonesië. Kertanegara telt 10.116 inwoners (volkstelling 2010).